# Cutthroats
Cutthroats est un jeu vidéo de fiction interactive conçu par Michael Berlyn, le créateur de Suspended et d’Infidel, et publié par Infocom à partir de 1984 sur Amiga, Apple II, Atari 8-bit, Atari ST, Commodore 64, DOS, TRS-80, TI-99/4A et Apple Macintosh. D’après Michael Berlyn, c’est l’implication de son beau-frère dans une opération de sauvetage sur la côte du Massachusetts qui lui a donné l’idée de créer un jeu ayant pour thème les naufrages, les trésors engloutis et la plongé. Le jeu est conçu pour être accessible aux débutants, Michael estimant qu’il leur faut environ 40 heures pour terminer le jeu. Il a été programmé par Jerry Wolper et son développement a duré environ neuf mois. Le jeu s'est vendu à plus de 75 000 exemplaires entre 1984 et 1988.